# گلدن چایلد
گلدن چایلد (کره‌ای: 골든차일드؛ انگلیسی: Golden Child، اختصاری GNCD یا GolCha) گروه پسرانه اهل کره جنوبی است که توسط وولیم انترتینمنت در سال ۲۰۱۷ شکل گرفت. این گروه از ده عضو تشکیل شده است: ده‌یول، وای، جانگ‌جون، تگ، سونگ‌مین، جه‌هیون، جی‌بوم، دونگ‌هیون، جوچان و بومین. این گروه در ابتدا یازده نفره بود و جه‌سوک در اوایل ۲۰۱۸ به دلایل سلامتی گروه را ترک کرد. گلدن چایلد در ۲۸ اوت ۲۰۱۶ با آلبوم چندآهنگه Gol-Cha! فعالیتش را آغاز کرد.

## اعضا
کنونی (فعال)
- لی ده یول (이대열) – لیدر، وکالیست، دنسر[۴]
- لی جانگ جون (이장준) – رپر[۴]
- تگ (태그) – رپر[۴]
- به سونگ مین (배승민) – وکالیست[۴]
- بونگ جه هیون (봉재현) – وکالیست[۴]
- کیم جی بوم (김지범) – وکالیست[۴]
- کیم دونگ هیون (김동현) – دنسر، وکالیست[۴]
- هونگ جو چان (홍주찬) – وکالیست[۴]
- چوی بو مین (최보민) – وکالیست، دنسر[۴]

کنونی (غیرفعال به دلیل سربازی)
- وای (와이) – وکالیست[۴]

پیشین
- پارک جه سوک (박재석) – وکالیست، دنسر[۴]